# Nekrolog Juli 2012
Nekrolog
◄◄
| ◄
| 2008
| 2009
| 2010
| 2011
| 2012 | 2013 | 2014 | 2015 | 2016 | ► | ►►
Januar |
Februar |
März |
April |
Mai |
Juni |
Juli |
August |
September |
Oktober |
November |
Dezember 2012
Weitere Ereignisse | Allgemeiner Nekrolog 2012
Die Beschreibung der verstorbenen Person sollte so kurz wie möglich gehalten sein und nur deren signifikante Tätigkeit(en) enthalten.
Neue Namen ggf. auch unter dem Geburts- und Sterbedatum, also etwa unter 1. Januar und im Geburts- und Sterbejahr (2024) eintragen (nur bei entsprechender großer Wichtigkeit). Für Beispiele siehe die schon vorhandenen Artikel.
Außerdem über die fünf zuletzt Verstorbenen, zu denen es einen ausreichend guten Artikel für eine Präsentation auf der Hauptseite gibt, nach der todesbedingten Überarbeitung der Artikel ggf. auch unter Wikipedia Diskussion:Hauptseite informieren und sie am besten auch in den anderen Wikipedia-Sprachversionen eintragen. Tipp: Regelmäßig bei news.google.de nach „ist tot“, „gestorben“ oder „verstorben“ suchen.
Wenn eine Person gestorben ist, gibt es viele Seiten zu dieser Person in der Wikipedia, die davon auch betroffen sind und entsprechend aktualisiert werden müssen. Beispiele: Namenübersichtsseite, Geburtsjahr, Geburtsort-Seiten und viele mehr.
Wie finde ich die betroffenen Seiten?
Im Suchfeld auf der linken Seite gibt man den Suchbegriff so ein: „Vorname Nachname“. Dann klickt man auf Volltext und alle Seiten mit entsprechendem Suchtext werden aufgerufen. Hier sieht man dann schnell, wo auch das Todesjahr Sinn macht oder sogar ein Teil des Artikels angepasst werden muss. Auch hilft das „Werkzeug“ auf der linken Seite sehr gut, um solche Seiten aufzufinden: „Links auf diese Seite“. Somit ist die Wikipedia wieder aktuell in allen Bereichen! Hinweis: bei Eintragung der Kategorie „Gestorben JAHR“ wird der Missbrauchsfilter 49 ausgelöst, was jedoch nicht schlimm ist. Siehe: Spezial:Missbrauchsfilter/49
Dies ist eine Liste von im Juli 2012 verstorbenen bekannten Persönlichkeiten. Die Einträge erfolgen innerhalb der einzelnen Daten alphabetisch sortiert. Tiere sind im Nekrolog für Tiere zu finden.

## Juli
| Tag      | Name                                            | Beruf, bekannt als                                                                   | Alter | Beleg         |
| -------- | ----------------------------------------------- | ------------------------------------------------------------------------------------ | ----- | ------------- |
| 1. Juli  | Andrea Brunod                                   | italienischer Motorradrennfahrer                                                     | 41    |               |
| 1. Juli  | Peter E. Gillquist                              | US-amerikanischer Priester                                                           | 73    |               |
| 1. Juli  | Mike Hershberger                                | US-amerikanischer Baseballspieler                                                    | 72    |               |
| 1. Juli  | Hisao Iwamura                                   | japanischer Theaterregisseur                                                         | 84    | [ 1 ]         |
| 1. Juli  | Evelyn Lear                                     | US-amerikanische Opernsängerin                                                       | 86    |               |
| 1. Juli  | Ernst-Georg Niemann                             | deutscher Biophysiker                                                                | 84    | [ 2 ]         |
| 1. Juli  | Erhard Paskuda                                  | deutscher Maler                                                                      | 89    |               |
| 1. Juli  | Fritz Pauer                                     | österreichischer Jazzmusiker                                                         | 68    |               |
| 1. Juli  | Alan Goodwin Poindexter                         | US-amerikanischer Astronaut                                                          | 50    |               |
| 1. Juli  | Gabi Reuther                                    | österreichische Journalistin                                                         | 59    |               |
| 1. Juli  | Jack Richardson                                 | US-amerikanischer Autor                                                              | 78    |               |
| 1. Juli  | Kurt Tozzer                                     | österreichischer Journalist                                                          | 82    |               |
| 1. Juli  | Margot Werner                                   | österreichische Balletttänzerin und Chansonsängerin                                  | 74    |               |
| 2. Juli  | John E. Brooks                                  | US-amerikanischer Priester                                                           | 88    |               |
| 2. Juli  | Ben van Os                                      | niederländischer Szenenbildner und Bühnenbildner                                     | 67    |               |
| 2. Juli  | Maurice Chevit                                  | französischer Schauspieler                                                           | 88    |               |
| 2. Juli  | Ben Davidson                                    | US-amerikanischer American-Football-Spieler                                          | 72    |               |
| 2. Juli  | Julian Goodman                                  | US-amerikanischer Manager                                                            | 90    |               |
| 2. Juli  | Carlos Huerta                                   | chilenischer Fußballspieler                                                          | 83    |               |
| 2. Juli  | Tsutomu Koyama                                  | japanischer Volleyballspieler                                                        | 75    |               |
| 2. Juli  | Josef Meyer                                     | deutscher Politiker (CDU), MdL                                                       | 76    |               |
| 2. Juli  | Walter A. Noebel                                | deutscher Architekt und Hochschullehrer                                              | 58    |               |
| 2. Juli  | Francisco José Pereira                          | brasilianischer Schriftsteller                                                       | 79    |               |
| 2. Juli  | Stephan Pfürtner                                | deutscher katholischer Moraltheologe und Sozialethiker                               | 89    |               |
| 2. Juli  | Georg Schreiber                                 | österreichischer Schriftsteller und Publizist                                        | 90    |               |
| 2. Juli  | Helmut Schrey                                   | deutscher Anglist und Universitätsrektor                                             | 92    |               |
| 2. Juli  | Boris Tewlin                                    | sowjetischer bzw. russischer Chorleiter und Hochschullehrer                          | 80    |               |
| 3. Juli  | Herwig Friedag                                  | deutscher Journalist und Verbandsfunktionär                                          | 91    |               |
| 3. Juli  | Otto Gellersen                                  | deutscher Politiker                                                                  | 87    |               |
| 3. Juli  | Andy Griffith                                   | US-amerikanischer Schauspieler                                                       | 86    |               |
| 3. Juli  | Laura Grimaldi                                  | italienische Schriftstellerin                                                        | 84    |               |
| 3. Juli  | Hugó Gruber                                     | ungarischer Schauspieler                                                             | 74    |               |
| 3. Juli  | Nguyễn Hữu Có                                   | vietnamesischer General                                                              | 87    |               |
| 3. Juli  | Kōhachi Iwata                                   | japanischer Unternehmer                                                              | 90    |               |
| 3. Juli  | Yvonne B. Miller                                | US-amerikanische Politikerin                                                         | 77    |               |
| 3. Juli  | Felician Mureșan                                | rumänischer Fußballspieler                                                           | 74    |               |
| 3. Juli  | Sergio Pininfarina                              | italienischer Autodesigner                                                           | 85    |               |
| 3. Juli  | Hollie Stevens                                  | US-amerikanische Pornodarstellerin                                                   | 30    |               |
| 3. Juli  | Valeria Mariana Stoica                          | rumänische Politikerin und Diplomatin                                                | 66    |               |
| 3. Juli  | Martin L. Swig                                  | US-amerikanischer Unternehmer                                                        | 78    |               |
| 3. Juli  | Richard Alvin Tonry                             | US-amerikanischer Politiker                                                          | 77    |               |
| 3. Juli  | Joseph Triay                                    | britischer Politiker                                                                 | 80    |               |
| 3. Juli  | Alfredo Ximénez                                 | uruguayischer Mammaloge                                                              | 81    |               |
| 4. Juli  | Peter Bennett                                   | australischer Wasserballspieler                                                      | 85    |               |
| 4. Juli  | Hiren Bhattacharyya                             | indischer Schriftsteller                                                             | 80    |               |
| 4. Juli  | Jimmy Bivins                                    | US-amerikanischer Boxer                                                              | 92    |               |
| 4. Juli  | Klaus Bodin                                     | deutscher Politiker                                                                  | 92    |               |
| 4. Juli  | Dennis Dalzell                                  | US-amerikanischer Kameramann                                                         | 76    |               |
| 4. Juli  | Käthe Franke                                    | deutsche Kommunalpolitikerin                                                         | 89    |               |
| 4. Juli  | Heinz Friege                                    | deutscher Maler und Grafiker, Galerist und Kunsterzieher                             | 88    | [ 3 ]         |
| 4. Juli  | Benedetto Ghiglia                               | italienischer Filmkomponist                                                          | 90    |               |
| 4. Juli  | Vinzenz Guggenberger                            | deutscher Weihbischof                                                                | 83    |               |
| 4. Juli  | Tatsubun Itakura                                | japanischer Soziologe                                                                | 69    |               |
| 4. Juli  | Robert A. Jeker                                 | Schweizer Manager und Politiker                                                      | 76    |               |
| 4. Juli  | Jeong Min-hyeong                                | südkoreanischer Fußballspieler                                                       | 83    |               |
| 4. Juli  | Sam Ojebode                                     | nigerianischer Fußballspieler                                                        | 68    |               |
| 4. Juli  | Giorgio Pasquali                                | italienischer Politiker                                                              | 86    | [ 4 ]         |
| 4. Juli  | Toby Robertson                                  | britischer Theaterregisseur                                                          | 83    |               |
| 4. Juli  | Anthony Sedlak                                  | kanadischer Koch                                                                     | 29    |               |
| 4. Juli  | Hrvoje Šošić                                    | jugoslawischer bzw. kroatischer Ökonom und Politiker                                 | 83    |               |
| 4. Juli  | Eric Sykes                                      | britischer Schauspieler und Regisseur                                                | 89    |               |
| 4. Juli  | Hendrik Vieth                                   | deutscher Rennfahrer                                                                 | 30    |               |
| 5. Juli  | Rob Goris                                       | belgischer Eishockeyspieler und Radrennfahrer                                        | 30    |               |
| 5. Juli  | Ruud van Hemert                                 | niederländischer Filmregisseur                                                       | 73    |               |
| 5. Juli  | Jorge Herrera                                   | mexikanischer Jockey                                                                 | 33    |               |
| 5. Juli  | Kōzō Ishii                                      | japanischer Boxer                                                                    | 34    |               |
| 5. Juli  | Hans Katschthaler                               | österreichischer Politiker                                                           | 79    |               |
| 5. Juli  | Franz Kern                                      | deutscher Heimatforscher                                                             | 86    |               |
| 5. Juli  | Gerrit Komrij                                   | niederländischer Dichter                                                             | 68    |               |
| 5. Juli  | Angeliki Koutsonikoli                           | griechische Radrennfahrerin                                                          | 23    |               |
| 5. Juli  | Ninoslav Krstić                                 | serbischer General                                                                   | 65    |               |
| 5. Juli  | Ben Kynard                                      | US-amerikanischer Jazzmusiker                                                        | 92    |               |
| 5. Juli  | Sandy Littman                                   | US-amerikanischer Manager                                                            | 70    |               |
| 5. Juli  | Colin Marshall, Baron Marshall of Knightsbridge | britischer Unternehmer                                                               | 78    |               |
| 5. Juli  | Thorsten Schlösser                              | deutscher TV-Immobilienmakler                                                        | 41    |               |
| 5. Juli  | Hans Sievers                                    | deutscher Schauspieler und Synchronsprecher                                          | 80    |               |
| 5. Juli  | Shōji Wakui                                     | japanischer Journalist                                                               | 84    |               |
| 5. Juli  | Annemarie Weber                                 | US-amerikanische Molekularbiologin                                                   | 88    |               |
| 6. Juli  | Moeslim Abdurrahman                             | indonesischer Islamwissenschaftler                                                   | 64    |               |
| 6. Juli  | Ibrahim Balandiya                               | sudanesischer Politiker                                                              | ??    |               |
| 6. Juli  | Siglinde Bolbecher                              | österreichische Lyrikerin und Exilforscherin                                         | 60    |               |
| 6. Juli  | Charles Drake                                   | US-amerikanischer American-Football-Spieler                                          | 30    | [ 5 ]         |
| 6. Juli  | Charles David Ganao                             | kongolesischer Politiker                                                             | 85    |               |
| 6. Juli  | Franz Gausterer                                 | österreichischer Politiker                                                           | 81    |               |
| 6. Juli  | Abdul Hamid                                     | indischer Hockeyspieler                                                              | 66    |               |
| 6. Juli  | Hani al-Hassan                                  | palästinensischer Politiker                                                          | 66    |               |
| 6. Juli  | Bruce B. Kendall                                | US-amerikanischer Politiker                                                          | 93    |               |
| 6. Juli  | James McKinley                                  | US-amerikanischer American-Football-Spieler                                          | 67    |               |
| 6. Juli  | Elisabeth Müller-Luckmann                       | deutsche Psychologin                                                                 | 91    |               |
| 6. Juli  | Bill Norrie                                     | kanadischer Politiker                                                                | 83    |               |
| 6. Juli  | Angelo Paternoster                              | US-amerikanischer American-Football-Spieler                                          | 93    |               |
| 6. Juli  | Sebastijan Pecjak                               | slowenischer Dartspieler                                                             | 35    |               |
| 6. Juli  | Rob Pronk                                       | niederländischer Jazzmusiker                                                         | 84    |               |
| 6. Juli  | Dieter Trockel                                  | deutscher Pastor                                                                     | 72    |               |
| 6. Juli  | Alvin Ulbrickson                                | US-amerikanischer Ruderer                                                            | 81    |               |
| 6. Juli  | Heinz Wehner                                    | deutscher Wirtschaftshistoriker                                                      | 78    |               |
| 7. Juli  | Ivano Bertini                                   | italienischer Chemiker                                                               | 71    |               |
| 7. Juli  | José Roberto Bertrami                           | brasilianischer Musiker                                                              | 66    |               |
| 7. Juli  | Paul Coussa                                     | irakischer Erzbischof                                                                | 94    | [ 6 ]         |
| 7. Juli  | Ronaldo Cunha Lima                              | brasilianischer Politiker und Schriftsteller                                         | 76    |               |
| 7. Juli  | Mouss Diouf                                     | französischer Schauspieler                                                           | 47    |               |
| 7. Juli  | Tatsuo Endō                                     | japanischer Schauspieler                                                             | 84    |               |
| 7. Juli  | Michael Th. Greven                              | deutscher Politikwissenschaftler und Soziologe                                       | 65    |               |
| 7. Juli  | KMG the Illustrator                             | US-amerikanischer Rapper                                                             | 43    |               |
| 7. Juli  | Luis López                                      | chilenischer Fußballspieler                                                          | 88    |               |
| 7. Juli  | Imre Mátyás                                     | ungarischer Journalist und Fußballoffizieller                                        | 54    |               |
| 7. Juli  | Haruhide Mori                                   | japanischer Sprachforscher                                                           | 78    |               |
| 7. Juli  | Jerry Norman                                    | US-amerikanischer Sprachwissenschaftler (Sinologe, Mandschurist)                     | 75    |               |
| 7. Juli  | Paul Ponnudorai                                 | malaysischer Musiker                                                                 | 51    |               |
| 7. Juli  | Robert Reno                                     | US-amerikanischer Schriftsteller                                                     | 72    |               |
| 7. Juli  | Oliver Reul                                     | deutscher Manager                                                                    | 46    |               |
| 7. Juli  | Teruo Sakamoto                                  | japanischer Radrennfahrer                                                            | 40    |               |
| 7. Juli  | Hubert Schaffmeister                            | deutscher Glasmaler und Kunstprofessor                                               | 84    |               |
| 7. Juli  | Leon Schlumpf                                   | Schweizer Politiker                                                                  | 87    |               |
| 7. Juli  | Ica Souvignier                                  | deutsche Film-Produzentin und Künstlermanagerin                                      | 51    |               |
| 7. Juli  | Jimmy Tansey                                    | britischer Fußballspieler                                                            | 83    |               |
| 8. Juli  | Peter Backhaus                                  | deutscher Politiker                                                                  | 72    |               |
| 8. Juli  | Lionel Batiste                                  | US-amerikanischer Musiker                                                            | 81    |               |
| 8. Juli  | Ernest Borgnine                                 | US-amerikanischer Schauspieler                                                       | 95    |               |
| 8. Juli  | Jochen Bott                                     | deutscher Gastronom                                                                  | 68    |               |
| 8. Juli  | Henry Chilver, Baron Chilver                    | britischer Politiker (Conservative Party)                                            | 85    |               |
| 8. Juli  | Gyang Dalyop Datong                             | nigerianischer Politiker                                                             | 53    |               |
| 8. Juli  | Güngör Dilmen                                   | türkischer Dramatiker und Bühnenautor                                                | 82    |               |
| 8. Juli  | Dick Fowler                                     | kanadischer Politiker                                                                | 80    |               |
| 8. Juli  | Jiří Havel                                      | tschechischer Politiker (ČSSD), MdEP                                                 | 54    |               |
| 8. Juli  | Rodger Head                                     | australischer Fußballspieler                                                         | 73    |               |
| 8. Juli  | Marine Jaschwili                                | sowjetische Violinistin und Hochschullehrerin                                        | 79    |               |
| 8. Juli  | Martin Pakledinaz                               | US-amerikanischer Kostümbildner                                                      | 58    |               |
| 8. Juli  | Muhammed bin Saud Al Saud                       | saudischer Politiker                                                                 | 78    |               |
| 8. Juli  | Regina Wichmann-Roß                             | deutsche Pastorin                                                                    | 55    |               |
| 8. Juli  | John Williams                                   | US-amerikanischer American-Football-Spieler                                          | 64    |               |
| 8. Juli  | Leo Tschenett                                   | österreichischer Fußballspieler                                                      | 75    |               |
| 9. Juli  | Helmut Brinker                                  | deutsch-schweizerischer Kunsthistoriker und Sinologe                                 | 72    |               |
| 9. Juli  | Dino Cassio                                     | italienischer Schauspieler und Sänger                                                | 78    |               |
| 9. Juli  | Lol Coxhill                                     | britischer Musiker                                                                   | 79    |               |
| 9. Juli  | Tim Cross                                       | britischer Musiker und Komponist                                                     | 56    |               |
| 9. Juli  | Edwin Duff                                      | australischer Sänger                                                                 | 84    |               |
| 9. Juli  | Mario de Leon Baltazar                          | philippinischer Bischof                                                              | 85    |               |
| 9. Juli  | Armin Feit                                      | deutscher Jurist                                                                     | 84    |               |
| 9. Juli  | Dennis Flemion                                  | US-amerikanischer Rockmusiker                                                        | 57    |               |
| 9. Juli  | Ulle Hees                                       | deutsche Bildhauerin                                                                 | 71    |               |
| 9. Juli  | Guido Magnone                                   | französischer Bergsteiger                                                            | 95    |               |
| 9. Juli  | Terepai Maoate                                  | Politiker von den Cookinseln                                                         | 77    |               |
| 9. Juli  | Jacqueline Mazéas                               | französische Leichtathletin                                                          | 91    |               |
| 9. Juli  | Arno Plack                                      | deutscher Philosoph und Buchautor                                                    | 82    |               |
| 9. Juli  | René Joseph Rakotondrabé                        | madagassischer Bischof                                                               | 79    | [ 7 ]         |
| 9. Juli  | Denise René                                     | französische Galeristin                                                              | 99    |               |
| 9. Juli  | Eugênio de Araújo Sales                         | brasilianischer Kardinal                                                             | 91    |               |
| 9. Juli  | Jae Chul Shin                                   | US-amerikanischer Kampfsportler                                                      | 75    |               |
| 9. Juli  | Miloslav Studnička                              | tschechischer Richter                                                                | 64    |               |
| 9. Juli  | Arnaldo Süssekind                               | brasilianischer Jurist und Politiker                                                 | 95    |               |
| 9. Juli  | Helmut Süßenbacher                              | österreichischer Pokerspieler                                                        | 68    |               |
| 9. Juli  | Brian Thomas                                    | walisischer Rugbyspieler                                                             | 72    |               |
| 9. Juli  | Isuzu Yamada                                    | japanische Schauspielerin                                                            | 95    |               |
| 10. Juli | Dolphy                                          | philippinischer Schauspieler                                                         | 83    |               |
| 10. Juli | Marie Ellington                                 | US-amerikanische Sängerin                                                            | 89    |               |
| 10. Juli | Marian Filar                                    | polnisch-US-amerikanischer Pianist                                                   | 94    |               |
| 10. Juli | Charles von Graffenried                         | Schweizer Verleger und Unternehmer                                                   | 86    |               |
| 10. Juli | Cheryll Heinze                                  | US-amerikanische Politikerin                                                         | 65    |               |
| 10. Juli | Peter N. Kyros                                  | US-amerikanischer Politiker                                                          | 86    |               |
| 10. Juli | Lothar Lammers                                  | deutscher Unternehmer                                                                | 86    |               |
| 10. Juli | Berthe Meijer                                   | niederländisch-jüdische Schriftstellerin                                             | 74    |               |
| 10. Juli | Viktor Suslin                                   | russischer Komponist                                                                 | 70    |               |
| 11. Juli | Andreas Angerstorfer                            | deutscher Theologe und Judaist                                                       | 63    |               |
| 11. Juli | Edmund Buła                                     | polnischer General                                                                   | 85    |               |
| 11. Juli | Dewayne Bunch                                   | US-amerikanischer Politiker                                                          | 50    |               |
| 11. Juli | Marion Cunningham                               | US-amerikanische Schriftstellerin                                                    | 90    |               |
| 11. Juli | Kurt Fordan                                     | deutscher Textilunternehmer                                                          | 94    |               |
| 11. Juli | Heinz W. Friese                                 | deutscher Lehrer und Geograph                                                        | 82    |               |
| 11. Juli | Leslie M. Gumbi                                 | südafrikanischer Politiker und Diplomat                                              | 53    |               |
| 11. Juli | Rutger Kopland                                  | niederländischer Dichter                                                             | 77    |               |
| 11. Juli | Gerhard Mammen                                  | deutscher Ökonom, einer der Wirtschaftsweisen                                        | 64    |               |
| 11. Juli | Joe McBride                                     | schottischer Fußballspieler                                                          | 74    |               |
| 11. Juli | Robert McMinn                                   | britischer Mediziner                                                                 | 88    |               |
| 11. Juli | Oscar Medela                                    | Schweizer Snookerspieler                                                             | 40    |               |
| 11. Juli | Otto Nauer                                      | Schweizer Politiker                                                                  | 97    | [ 8 ]         |
| 11. Juli | Rüdiger Rackwitz                                | deutscher Bauingenieur                                                               | 71    |               |
| 11. Juli | Serge François Salvi                            | Schweizer Diplomat                                                                   | 83    |               |
| 11. Juli | Richard Scudder                                 | US-amerikanischer Verleger                                                           | 99    |               |
| 11. Juli | Gerhard Seeger                                  | deutscher Elektrophysiker                                                            | 82    |               |
| 11. Juli | André Simon                                     | französischer Rennfahrer                                                             | 92    |               |
| 11. Juli | Donald J. Sobol                                 | US-amerikanischer Schriftsteller                                                     | 87    |               |
| 11. Juli | Marvin Traub                                    | US-amerikanischer Unternehmer                                                        | 87    |               |
| 11. Juli | Richard Triebe                                  | deutscher Bildhauer, Maler und Grafiker                                              | 89    |               |
| 11. Juli | Irmela Wendt                                    | deutsche Kinderbuchautorin und Übersetzerin                                          | 96    |               |
| 11. Juli | Irmgard Wirth                                   | deutsche Kunsthistorikerin                                                           | 96    |               |
| 12. Juli | Alimuddin                                       | pakistanischer Cricketspieler                                                        | 81    |               |
| 12. Juli | Horst Borkowski                                 | deutscher Baptistenpastor                                                            | 90    |               |
| 12. Juli | Eddy Brown                                      | britischer Fußballspieler                                                            | 86    |               |
| 12. Juli | Víctor Hugo Carrizo                             | argentinischer Schauspieler                                                          | 52    |               |
| 12. Juli | Cleveland Elam                                  | US-amerikanischer American-Football-Spieler                                          | 60    |               |
| 12. Juli | Maita Gomez                                     | philippinisches Model                                                                | 64    |               |
| 12. Juli | Hans Heisel                                     | deutscher Widerstandskämpfer in der Résistance                                       | 90    |               |
| 12. Juli | Boris Kamenar                                   | jugoslawischer bzw. kroatischer Chemiker                                             | 83    |               |
| 12. Juli | Petra Ledendecker                               | deutsche Unternehmerin und Verbandsfunktionärin                                      | 57    |               |
| 12. Juli | Takayoshi Matsunaga                             | japanischer Bassist                                                                  | 54    |               |
| 12. Juli | Pier Luigi Mazzoni                              | italienischer Erzbischof                                                             | 79    |               |
| 12. Juli | Else Holmelund Minarik                          | dänisch-US-amerikanische Schriftstellerin                                            | 91    |               |
| 12. Juli | Gritli von Mitterwallner                        | deutsche Kunsthistorikerin und Indologin                                             | 86    |               |
| 12. Juli | Roger Payne                                     | britischer Bergsteiger und Alpinist                                                  | 55    |               |
| 12. Juli | Alexander Pflum                                 | deutscher Fußballspieler                                                             | 82    | [ 9 ]         |
| 12. Juli | Franco Reitano                                  | italienischer Musiker und Komponist                                                  | 69    |               |
| 12. Juli | Arnold Rood                                     | niederländischer Schwimmer                                                           | 60    |               |
| 12. Juli | P. M. Rungta                                    | indischer Sportfunktionär                                                            | 84    |               |
| 12. Juli | Hamid Samandarian                               | iranischer Filmregisseur                                                             | 81    |               |
| 12. Juli | Dara Singh                                      | indischer Schauspieler und Wrestler                                                  | 83    |               |
| 12. Juli | George C. Stoney                                | US-amerikanischer Dokumentarfilmer                                                   | 96    |               |
| 13. Juli | Bucky Adams                                     | kanadischer Jazzsaxophonist und Bandleader                                           | 75    |               |
| 13. Juli | Ingo Bellmann                                   | tschechischer Gitarrist                                                              | 62    |               |
| 13. Juli | Shlomo Bentin                                   | israelischer Psychologieprofessor                                                    | 65    |               |
| 13. Juli | Polde Bibič                                     | jugoslawischer bzw. slowenischer Schauspieler                                        | 79    |               |
| 13. Juli | Maurice Davis                                   | US-amerikanischer Trompeter                                                          | 71    |               |
| 13. Juli | Willis Edwards                                  | US-amerikanischer Aktivist                                                           | 66    |               |
| 13. Juli | Frauke Gewecke                                  | deutsche Romanistin und Hispanistin                                                  | 69    |               |
| 13. Juli | Warren Jabali                                   | US-amerikanischer Basketballspieler                                                  | 65    |               |
| 13. Juli | Jerzy Kulej                                     | polnischer Boxer und Politiker                                                       | 71    |               |
| 13. Juli | Ian Little                                      | britischer Ökonom                                                                    | 93    |               |
| 13. Juli | Pan Jiazheng                                    | chinesischer Ingenieur                                                               | 84    |               |
| 13. Juli | Rubén Plaza                                     | uruguayisch-österreichischer Fußballspieler                                          | 53    |               |
| 13. Juli | Sage Stallone                                   | US-amerikanischer Schauspieler                                                       | 36    |               |
| 13. Juli | Ginny Tyler                                     | US-amerikanische Synchronsprecherin                                                  | 86    |               |
| 13. Juli | Leda Valladares                                 | argentinische Sängerin, Komponistin und Dichterin                                    | 92    |               |
| 13. Juli | Richard D. Zanuck                               | US-amerikanischer Filmproduzent                                                      | 77    |               |
| 14. Juli | Muhammad al-Bissati                             | ägyptischer Schriftsteller                                                           | 74    | [ 10 ]        |
| 14. Juli | John Arbuthnott, 16. Viscount of Arbuthnott     | schottischer Aristokrat                                                              | 87    |               |
| 14. Juli | Norbert Berger                                  | deutscher Schlagersänger                                                             | 66    |               |
| 14. Juli | Barton Biggs                                    | US-amerikanischer Unternehmer                                                        | 79    |               |
| 14. Juli | Don Brinkley                                    | US-amerikanischer Drehbuchautor                                                      | 91    |               |
| 14. Juli | Frank R. Burns                                  | US-amerikanischer American-Football-Spieler                                          | 84    |               |
| 14. Juli | Ennio Cardoni                                   | italienischer Fußballspieler                                                         | 83    |               |
| 14. Juli | Bohuslav Ceplecha                               | tschechischer Rallyefahrer                                                           | 35    |               |
| 14. Juli | Victor Gaskin                                   | US-amerikanischer Jazzmusiker                                                        | 77    |               |
| 14. Juli | Rolf Mulka                                      | deutscher Segler                                                                     | 84    |               |
| 14. Juli | Ahmed Chan Samangani                            | afghanischer Politiker                                                               | ?     |               |
| 14. Juli | Marcel Curuchet                                 | uruguayischer Musiker                                                                | 40    |               |
| 14. Juli | Rolf Defrank                                    | deutscher Schauspieler und Autor                                                     | 85    |               |
| 14. Juli | Avis Hope Eckelberry                            | US-amerikanische Filmeditorin                                                        | 56    |               |
| 14. Juli | Rolf Gildenast                                  | deutscher Tänzer, Choreograph und Lyriker                                            | 47    |               |
| 14. Juli | King Hill                                       | US-amerikanischer American-Football-Spieler                                          | 75    |               |
| 14. Juli | David House                                     | britischer General                                                                   | 89    |               |
| 14. Juli | Sixten Jernberg                                 | schwedischer Skilangläufer                                                           | 83    |               |
| 14. Juli | Manfred Leve                                    | deutscher Fotograf                                                                   | 75    |               |
| 14. Juli | Jorge Luz                                       | argentinischer Schauspieler                                                          | 90    |               |
| 14. Juli | Gianni Marzotto                                 | italienischer Autorennfahrer                                                         | 84    |               |
| 14. Juli | William Nocker                                  | britischer Rennfahrer                                                                | 47    |               |
| 14. Juli | Gustin Reichbach                                | US-amerikanischer Richter                                                            | 65    |               |
| 14. Juli | Ahmad Khan Samangani                            | afghanischer Politiker                                                               | ??    |               |
| 14. Juli | Roy Shaw                                        | britischer Unternehmer                                                               | 76    |               |
| 14. Juli | Enrique Silva Cimma                             | chilenischer Politiker                                                               | 93    |               |
| 14. Juli | Albert Nehm                                     | deutscher Politiker                                                                  | 80    |               |
| 14. Juli | Sidney Oslin Smith                              | US-amerikanischer Richter                                                            | 88    |               |
| 15. Juli | Boris Cebotari                                  | moldawischer Fußballspieler                                                          | 37    |               |
| 15. Juli | Tsilla Chelton                                  | französische Schauspielerin                                                          | 93    |               |
| 15. Juli | Grant Feasel                                    | US-amerikanischer American-Football-Spieler                                          | 52    |               |
| 15. Juli | Konrad Feiereis                                 | deutscher römisch-katholischer Priester und Theologe                                 | 81    |               |
| 15. Juli | David Fraser                                    | britischer General                                                                   | 91    |               |
| 15. Juli | Manuel Eguiguren Galarraga                      | bolivianischer Bischof                                                               | 82    |               |
| 15. Juli | Carlos Hugo Wolff von Graffen                   | brasilianischer Unternehmer und Politiker                                            | 91    |               |
| 15. Juli | Celeste Holm                                    | US-amerikanische Schauspielerin                                                      | 95    |               |
| 15. Juli | Miro Oman                                       | jugoslawischer Skispringer                                                           | 76    |               |
| 15. Juli | Jacqueline Piatigorsky                          | US-amerikanische Schachspielerin und Künstlerin                                      | 100   |               |
| 15. Juli | Louis le Roy                                    | niederländischer Architekt und Aktivist                                              | 87    |               |
| 15. Juli | Carl-Heinz Schulz                               | deutscher Philatelist                                                                | 65    |               |
| 15. Juli | Yoichi Takabayashi                              | japanischer Filmregisseur                                                            | 81    | [ 11 ]        |
| 16. Juli | William Asher                                   | US-amerikanischer Regisseur                                                          | 90    | [ 12 ]        |
| 16. Juli | Bob Babbitt                                     | US-amerikanischer Musiker                                                            | 74    |               |
| 16. Juli | Stephen Covey                                   | US-amerikanischer Autor                                                              | 79    |               |
| 16. Juli | Gilbert Esau                                    | US-amerikanischer Politiker                                                          | 92    |               |
| 16. Juli | Antonín Holý                                    | tschechischer Wissenschaftler                                                        | 75    |               |
| 16. Juli | Taras Kiktyow                                   | ukrainischer Fußballspieler                                                          | 25    |               |
| 16. Juli | Kostas Klavas                                   | griechischer Komponist                                                               | 78    |               |
| 16. Juli | Ed Lincoln                                      | brasilianischer Musiker                                                              | 80    |               |
| 16. Juli | Jon Lord                                        | britischer Musiker                                                                   | 71    |               |
| 16. Juli | Masaharu Matsushita                             | japanischer Unternehmer                                                              | 99    |               |
| 16. Juli | René Mazzia                                     | französischer Autorennfahrer                                                         | 74    |               |
| 16. Juli | Shirō Nakagawa                                  | japanischer Wissenschaftler                                                          | 81    | [ 13 ]        |
| 16. Juli | Joseph Nduhirubusa                              | burundischer Bischof                                                                 | 74    |               |
| 16. Juli | Thea Oljelund                                   | schwedische Kinderbuchautorin                                                        | 90    |               |
| 16. Juli | Walter Pichler                                  | österreichischer Künstler                                                            | 75    |               |
| 16. Juli | Giora Tzahor                                    | israelischer Geheimdienst-Mitarbeiter                                                | 70    |               |
| 16. Juli | Kitty Wells                                     | US-amerikanische Countrysängerin                                                     | 92    |               |
| 16. Juli | David Williams                                  | britischer Admiral                                                                   | 91    |               |
| 17. Juli | Ottorino Pietro Alberti                         | italienischer Erzbischof                                                             | 84    | [ 14 ]        |
| 17. Juli | Balavant Apte                                   | indischer Politiker                                                                  | 73    |               |
| 17. Juli | Hubertus Backhaus                               | deutscher Politiker                                                                  | 67    |               |
| 17. Juli | Thomas John Curran                              | US-amerikanischer Richter                                                            | 88    |               |
| 17. Juli | Rosemarie Deibel                                | deutsche Schauspielerin, Synchron- und Hörspielsprecherin                            | 76    |               |
| 17. Juli | Richard Evatt                                   | britischer Boxer                                                                     | 38    |               |
| 17. Juli | Mrinal Gore                                     | indischer Politiker                                                                  | 84    |               |
| 17. Juli | Hideya Kojima                                   | japanischer Schauspieler                                                             | 78    | [ 15 ]        |
| 17. Juli | Jorge Legorreta                                 | mexikanischer Architekt                                                              | 62    |               |
| 17. Juli | Jürgen Lütt                                     | deutscher Historiker                                                                 | 71    |               |
| 17. Juli | Nelson Lyon                                     | US-amerikanischer Autor                                                              | 73    |               |
| 17. Juli | Forrest S. McCartney                            | US-amerikanischer General                                                            | 81    |               |
| 17. Juli | İlhan Mimaroğlu                                 | türkischer Komponist und Musikproduzent                                              | 86    |               |
| 17. Juli | Giorgos Moutsios                                | griechischer Schauspieler und Lyriker                                                | 80    |               |
| 17. Juli | Curd Ochwadt                                    | deutscher Schriftsteller, Übersetzer, Herausgeber und Verleger                       | 89    | [ 16 ]        |
| 17. Juli | Morgan Paull                                    | US-amerikanischer Schauspieler                                                       | 67    |               |
| 17. Juli | Paul B. Price                                   | US-amerikanischer Schauspieler                                                       | 79    |               |
| 17. Juli | William Raspberry                               | US-amerikanischer Journalist                                                         | 76    |               |
| 17. Juli | Gunnhild Ruben                                  | deutsche Architektin und Heimatforscherin                                            | 85    |               |
| 17. Juli | Jody Sandhaus                                   | US-amerikanische Jazzsängerin                                                        | 61    | [ 17 ]        |
| 17. Juli | Marsha Singh                                    | britischer Politiker                                                                 | 57    |               |
| 17. Juli | Wahengbam Nipamacha Singh                       | indischer Politiker                                                                  | 82    |               |
| 17. Juli | William L. Wainwright                           | US-amerikanischer Politiker                                                          | 64    | [ 18 ]        |
| 18. Juli | Iván Azócar                                     | chilenischer Fußballspieler                                                          | 72    |               |
| 18. Juli | Robert Creamer                                  | US-amerikanischer Sportjournalist                                                    | 90    |               |
| 18. Juli | Joseph Schalom Elyashiv                         | israelischer Rabbiner                                                                | 102   |               |
| 18. Juli | Jean François-Poncet                            | französischer Politiker                                                              | 83    |               |
| 18. Juli | Yokamon Hearn                                   | US-amerikanischer Mörder                                                             | 33    |               |
| 18. Juli | Birger Heymann                                  | deutscher Musiker                                                                    | 69    |               |
| 18. Juli | Rajesh Khanna                                   | indischer Schauspieler                                                               | 69    |               |
| 18. Juli | Robert Kurz                                     | deutscher Publizist und Ökonom                                                       | 68    |               |
| 18. Juli | Hafez Makhlouf                                  | syrischer Geheimdienst-Mitarbeiter und Militär                                       | 41    |               |
| 18. Juli | Günther Maleuda                                 | deutscher Politiker                                                                  | 81    |               |
| 18. Juli | Frank Martin                                    | kubanischer Pferdetrainer                                                            | 86    |               |
| 18. Juli | Isidoro Martínez-Vela                           | spanischer Schwimmer                                                                 | 87    |               |
| 18. Juli | Jack Matthews                                   | walisischer Rugbytrainer                                                             | 92    |               |
| 18. Juli | Daud Radschha                                   | syrischer Politiker                                                                  | 65    |               |
| 18. Juli | Ramona Scott                                    | US-amerikanische Musikerin                                                           | 43    |               |
| 18. Juli | Assef Schawkat                                  | syrischer General                                                                    | ~62   |               |
| 18. Juli | Frances Spence                                  | US-amerikanische Programmiererin                                                     | 90    |               |
| 18. Juli | Hassan Turkmani                                 | syrischer Politiker                                                                  | 77    |               |
| 19. Juli | Carlos Hayre                                    | peruanischer Gitarrist                                                               | 80    |               |
| 19. Juli | Humayun Ahmed                                   | bangladeschischer Autor und Filmregisseur                                            | 63    |               |
| 19. Juli | Peter Cornelis Bol                              | deutscher Archäologe                                                                 | 70    |               |
| 19. Juli | Dorothee Bürkert                                | deutsche Unternehmerin                                                               | 85    |               |
| 19. Juli | Tom Davis                                       | US-amerikanischer Komiker                                                            | 59    |               |
| 19. Juli | Brian Dobson                                    | britischer Archäologe                                                                | 80    |               |
| 19. Juli | Mohammad Hassan Ganji                           | iranischer Meteorologe                                                               | 100   |               |
| 19. Juli | Manfred Markefka                                | deutscher Soziologe                                                                  | 79    |               |
| 19. Juli | Anthony Melio                                   | US-amerikanischer Politiker                                                          | 80    |               |
| 19. Juli | Hans Nowak                                      | deutscher Fußballspieler                                                             | 74    |               |
| 19. Juli | Günter Peis                                     | österreichischer Journalist und Historiker                                           | 84    | [ 19 ]        |
| 19. Juli | Omar Suleiman                                   | ägyptischer Politiker                                                                | 76    |               |
| 19. Juli | William Staub                                   | US-amerikanischer Ingenieur                                                          | 96    |               |
| 19. Juli | E.V. Thompson                                   | britischer Schriftsteller                                                            | 81    |               |
| 19. Juli | Valiulla Yakupov                                | islamischer Kleriker                                                                 | 48    |               |
| 20. Juli | Karin Andersson                                 | schwedische Politikerin                                                              | 93    |               |
| 20. Juli | Hischam al-Ichtiyar                             | syrischer Geheimdienst-Mitarbeiter                                                   | 71 ?  |               |
| 20. Juli | Alastair Burnet                                 | britischer Journalist                                                                | 84    |               |
| 20. Juli | Andrew Davidson, 2. Viscount Davidson           | britischer Politiker                                                                 | 83    |               |
| 20. Juli | Jack Davis                                      | US-amerikanischer Leichtathlet                                                       | 81    |               |
| 20. Juli | Aharon Dolgopolsky                              | israelischer Linguist                                                                | 81    |               |
| 20. Juli | Tony Epper                                      | US-amerikanischer Stuntman und Schauspieler                                          | 73    |               |
| 20. Juli | Henrik Humann                                   | deutscher Goldschmied und Schmuckgestalter                                           | 61    | [ 20 ]        |
| 20. Juli | Horst Günter Krenzler                           | deutscher Jurist                                                                     | 79    |               |
| 20. Juli | Max Leo                                         | deutscher Rennrodler                                                                 | 70/71 |               |
| 20. Juli | Marcel Mithois                                  | französischer Schriftsteller                                                         | 90    |               |
| 20. Juli | Helena Cidade Moura                             | portugiesische Politikerin                                                           | 88    |               |
| 20. Juli | Josef Otte                                      | deutscher Bergmann und Kommunalpolitiker                                             | 81    |               |
| 20. Juli | Hanne Marthe Narud                              | norwegische Politikwissenschaftlerin                                                 | 54    |               |
| 20. Juli | Diva Pacheco                                    | brasilianische Schauspielerin                                                        | 72    |               |
| 20. Juli | Sherman Pendergarst                             | US-amerikanischer Mixed-Martial-Arts-Kämpfer                                         | 45    |               |
| 20. Juli | José Hermano Saraiva                            | portugiesischer Historiker und Politiker                                             | 92    |               |
| 20. Juli | Moshe Silman                                    | israelischer Aktivist                                                                | 57    |               |
| 20. Juli | Bernhard Töpfer                                 | deutscher Historiker                                                                 | 86    | BZ            |
| 20. Juli | Simon Ward                                      | britischer Schauspieler                                                              | 70    |               |
| 20. Juli | Yu Bingxian                                     | taiwanischer Künstler                                                                | 37    |               |
| 20. Juli | Gerda Zeltner-Neukomm                           | Schweizer Romanistin und Literaturkritikerin                                         | 97    |               |
| 21. Juli | Alexander Cockburn                              | irischer Journalist                                                                  | 71    |               |
| 21. Juli | Jessica Dublin                                  | US-amerikanische Schauspielerin                                                      | 94    |               |
| 21. Juli | Ismail Hutson                                   | malaysischer Schauspieler                                                            | 73    |               |
| 21. Juli | Takamasa Ikeda                                  | japanischer Geschäftsmann                                                            | 85    |               |
| 21. Juli | Eberhard Itzenplitz                             | deutscher Regisseur                                                                  | 85    |               |
| 21. Juli | Lloyd Kino                                      | US-amerikanischer Schauspieler                                                       | 93    |               |
| 21. Juli | Andrzej Łapicki                                 | polnischer Schauspieler und Regisseur                                                | 87    |               |
| 21. Juli | Susanne Lothar                                  | deutsche Schauspielerin                                                              | 51    |               |
| 21. Juli | Mike Lynn                                       | US-amerikanischer Sportfunktionär                                                    | 76    |               |
| 21. Juli | Angharad Rees                                   | britische Schauspielerin                                                             | 63    |               |
| 21. Juli | Marcos Roberto                                  | brasilianischer Musiker                                                              | 71    |               |
| 21. Juli | Shūnosuke Ichinishiki                           | japanischer Sumoringer                                                               | 88    |               |
| 21. Juli | Gene Stipe                                      | US-amerikanischer Politiker                                                          | 85    |               |
| 21. Juli | Viktor Wallner                                  | österreichischer Politiker                                                           | 89    |               |
| 21. Juli | Don Wilson                                      | britischer Cricketspieler                                                            | 74    |               |
| 21. Juli | Zhao Xijin                                      | chinesischer Paläontologe                                                            |       |               |
| 22. Juli | Miguel Arteche                                  | chilenischer Schriftsteller                                                          | 86    |               |
| 22. Juli | Romano Battaglia                                | italienischer Journalist und Schriftsteller                                          | 78    |               |
| 22. Juli | Eric Bell                                       | britischer Fußballspieler                                                            | 82    |               |
| 22. Juli | Daniela Bertoneri                               | italienische Rallyefahrerin                                                          | 34    |               |
| 22. Juli | Richard George Brewer                           | US-amerikanischer Physiker                                                           | 83    |               |
| 22. Juli | Jim Carlen                                      | US-amerikanischer American-Football-Spieler                                          | 79    | [ 21 ]        |
| 22. Juli | Valerio Catelani                                | italienischer Rallyefahrer                                                           | 37    |               |
| 22. Juli | Ding Guangen                                    | chinesischer Politiker                                                               | 82    |               |
| 22. Juli | Tom Hennessey                                   | US-amerikanischer American-Football-Spieler                                          | 70    |               |
| 22. Juli | Ernie Machin                                    | englischer Fußballspieler                                                            | 68    |               |
| 22. Juli | Siegfried Methfessel                            | deutscher Physiker                                                                   | 90    | [ 22 ]        |
| 22. Juli | George Armitage Miller                          | US-amerikanischer Psychologe                                                         | 92    |               |
| 22. Juli | Oswaldo Payá                                    | kubanischer Dissident                                                                | 60    |               |
| 22. Juli | Fern Persons                                    | US-amerikanische Schauspielerin                                                      | 101   |               |
| 22. Juli | Pedro Ramos de Almeida                          | portugiesischer Schriftsteller und Politiker                                         | 80    |               |
| 22. Juli | Dietgrim Reene                                  | deutscher Manager                                                                    | 61    |               |
| 22. Juli | Günter Schröder                                 | deutscher Fernsehschaffender und Unternehmer                                         | 49    |               |
| 22. Juli | Ed Stevens                                      | US-amerikanischer Baseballspieler                                                    | 87    |               |
| 22. Juli | Bohdan Stupka                                   | ukrainischer Schauspieler                                                            | 70    |               |
| 22. Juli | Herbert Vogel                                   | US-amerikanischer Philanthrop                                                        | 89    |               |
| 22. Juli | Chris Wedes                                     | US-amerikanischer Entertainer                                                        | 84    |               |
| 22. Juli | Juri Jakowlewitsch Zapenko                      | sowjetischer Turner                                                                  | 73    |               |
| 23. Juli | Franco Andolfo                                  | italienisch-österreichischer Schlagersänger                                          | 74    |               |
| 23. Juli | Lars Ardelius                                   | schwedischer Schriftsteller                                                          | 85    |               |
| 23. Juli | Yōetsu Fujiya                                   | japanischer Architekt                                                                | 76    |               |
| 23. Juli | Mirjana Gross                                   | jugoslawische bzw. kroatische Historikerin                                           | 90    |               |
| 23. Juli | Tetsuji Hotta                                   | japanischer Unternehmer                                                              | 79    |               |
| 23. Juli | Graham Jackson                                  | britischer Dirigent                                                                  | 45    |               |
| 23. Juli | Seppo Liitsola                                  | finnischer Eishockeyspieler und -trainer                                             | 79    |               |
| 23. Juli | Margaret Mahy                                   | neuseeländische Schriftstellerin                                                     | 76    |               |
| 23. Juli | Rainer Laufs                                    | deutscher Mikrobiologe                                                               | 73    |               |
| 23. Juli | Maria Emanuel Markgraf von Meißen               | deutscher Adelsnachkomme                                                             | 86    |               |
| 23. Juli | Paco Morán                                      | spanischer Schauspieler                                                              | 81    |               |
| 23. Juli | Johannes Neumann                                | deutscher Politiker (SPD), MdHB                                                      | 94    |               |
| 23. Juli | Louise Nippert                                  | US-amerikanische Sportfunktionärin und Philanthropin                                 | 100   |               |
| 23. Juli | Gérard de Palézieux                             | Schweizer Maler                                                                      | 93    |               |
| 23. Juli | Frank Pierson                                   | US-amerikanischer Regisseur und Drehbuchautor                                        | 87    |               |
| 23. Juli | Sally Ride                                      | US-amerikanische Astrophysikerin und Astronautin                                     | 61    |               |
| 23. Juli | Milan Riehs                                     | tschechischer Schauspieler                                                           | 77    |               |
| 23. Juli | Lakshmi Sahgal                                  | indische Freiheitskämpferin und Politikerin                                          | 97    |               |
| 23. Juli | Aloísio Teixeira                                | brasilianischer Ökonom                                                               | 67    |               |
| 23. Juli | John Treloar                                    | australischer Leichtathlet                                                           | 84    |               |
| 23. Juli | Esther Tusquets                                 | spanische Schriftstellerin und Verlegerin                                            | 75    |               |
| 23. Juli | José Luis Uribarri                              | spanischer Fernsehmoderator und -regisseur                                           | 75    |               |
| 23. Juli | Alicia Zanca                                    | argentinische Schauspielerin und Theaterdirektorin                                   | 57    |               |
| 24. Juli | Armin Abmeier                                   | deutscher Buchhändler und Herausgeber                                                | 72    |               |
| 24. Juli | Rudolf H. Bieri                                 | Meeresforscher                                                                       | 89    |               |
| 24. Juli | Nevin Çokay                                     | türkische Malerin                                                                    | 82    |               |
| 24. Juli | Terence Doherty                                 | US-amerikanischer Leichtathlet                                                       | 32    |               |
| 24. Juli | Alfons Dölle                                    | niederländischer Rechtswissenschaftler und Politiker                                 | 65    |               |
| 24. Juli | Chad Everett                                    | US-amerikanischer Schauspieler                                                       | 75    | [ 23 ]        |
| 24. Juli | Thelma Glass                                    | US-amerikanische Aktivistin                                                          | 96    |               |
| 24. Juli | Sherman Hemsley                                 | US-amerikanischer Schauspieler                                                       | 74    |               |
| 24. Juli | Larry Hoppen                                    | US-amerikanischer Musiker und Plattenproduzent                                       | 61    |               |
| 24. Juli | Hirosuke Ichikura                               | japanischer Literaturprofessor                                                       | 90    |               |
| 24. Juli | Robert S. Ledley                                | US-amerikanischer Physiologe und Erfinder                                            | 86    |               |
| 24. Juli | Günter H. Lenz                                  | deutscher Amerikanist und Hochschullehrer                                            | 72    |               |
| 24. Juli | Themo Lobos                                     | chilenischer Künstler                                                                | 83    |               |
| 24. Juli | John Atta Mills                                 | ghanaischer Jurist und Politiker                                                     | 68    |               |
| 24. Juli | Mavelikkara Velukkutty Nair                     | indischer Musiker                                                                    | 85    |               |
| 24. Juli | Gregorio Peces-Barba                            | spanischer Politiker                                                                 | 74    |               |
| 24. Juli | Sidney Reznick                                  | US-amerikanischer Schriftsteller                                                     | 93    |               |
| 24. Juli | Traleg Kyabgon Rinpoche                         | tibetanischer Philosoph                                                              | 57    |               |
| 24. Juli | Benno Sommer                                    | deutscher Architekt, Karikaturist und Designer                                       | 90    |               |
| 24. Juli | Jorge Silva Vieira                              | brasilianischer Fußballtrainer                                                       | 78    |               |
| 25. Juli | David Barby                                     | britischer Antiquar                                                                  | 63    |               |
| 25. Juli | Otto Wolfgang Bechtle                           | deutscher Verleger und Herausgeber                                                   | 94    |               |
| 25. Juli | Suzy Gershman                                   | US-amerikanische Schriftstellerin                                                    | 64    |               |
| 25. Juli | Vladimir Hriňák                                 | slowakischer Fußballschiedsrichter                                                   | 47    |               |
| 25. Juli | Babu Ram Ishara                                 | indischer Filmregisseur                                                              | 77    |               |
| 25. Juli | Helmut John                                     | deutscher Sportfunktionär                                                            | 81    |               |
| 25. Juli | Greg Mohns                                      | US-amerikanischer Sportfunktionär                                                    | 62    |               |
| 25. Juli | Christian Rudel                                 | französischer Journalist und Schriftsteller                                          | 84    |               |
| 25. Juli | Gerd Runck                                      | deutscher Mundartdichter                                                             | 82    |               |
| 25. Juli | Willi Scheidhauer                               | deutscher Motorradrennfahrer und Unternehmer                                         | 87    |               |
| 25. Juli | Marceau Stricanne                               | französischer Fußballspieler                                                         | 92    |               |
| 25. Juli | Petra Tschörtner                                | deutsche Dokumentarfilmerin                                                          | 54    |               |
| 25. Juli | Franz West                                      | österreichischer Künstler                                                            | 65    |               |
| 25. Juli | Irene Wolff-Molorciuc                           | deutsche Politikerin                                                                 | 56    |               |
| 26. Juli | Hüseyin Aktaş                                   | türkischer Marathonläufer                                                            | 71    |               |
| 26. Juli | Philip Ardery                                   | US-amerikanischer Soldat und Anwalt                                                  | 98    |               |
| 26. Juli | Heroídes Artigas Mariño                         | uruguayischer Journalist und Historiker                                              | 72    |               |
| 26. Juli | Don Bagley                                      | US-amerikanischer Jazzbassist                                                        | 85    |               |
| 26. Juli | Miriam Ben-Porat                                | israelische Richterin                                                                | 94    |               |
| 26. Juli | Karl Benjamin                                   | US-amerikanischer Maler                                                              | 86    |               |
| 26. Juli | Loris D’Ambrosio                                | italienischer Magistrat                                                              | 64    |               |
| 26. Juli | M. Patton Echols                                | US-amerikanischer Politiker                                                          | 86    |               |
| 26. Juli | Lupe Ontiveros                                  | US-amerikanische Schauspielerin                                                      | 69    |               |
| 26. Juli | Alfred Patzak                                   | deutscher Diplomat                                                                   | 80    |               |
| 26. Juli | Pat Porter                                      | US-amerikanischer Leichtathlet                                                       | 53    |               |
| 26. Juli | Neil Reed                                       | US-amerikanischer Basketballspieler                                                  | 36    |               |
| 26. Juli | Čestmír Šimáně                                  | tschechischer Nuklearwissenschaftler                                                 | 93    |               |
| 26. Juli | Ralph Slatyer                                   | australischer Biologe                                                                | 83    |               |
| 26. Juli | Mary Tamm                                       | britische Schauspielerin                                                             | 62    |               |
| 26. Juli | Justin Tarr                                     | US-amerikanischer Schauspieler                                                       | 72    |               |
| 26. Juli | James D. Watkins                                | US-amerikanischer Offizier und Politiker                                             | 85    |               |
| 26. Juli | Vladimír Zvara                                  | slowakischer Mediziner und Politiker                                                 | 88    |               |
| 27. Juli | Norman Alden                                    | US-amerikanischer Schauspieler                                                       | 87    |               |
| 27. Juli | R. G. Armstrong                                 | US-amerikanischer Schauspieler                                                       | 95    |               |
| 27. Juli | Darryl Cotton                                   | australischer Sänger, Schauspieler und Moderator                                     | 62    |               |
| 27. Juli | Geoffrey Hughes                                 | britischer Schauspieler                                                              | 68    |               |
| 27. Juli | Art Malone                                      | US-amerikanischer American-Football-Spieler                                          | 64    |               |
| 27. Juli | Tony Martin                                     | US-amerikanischer Sänger und Schauspieler                                            | 98    |               |
| 27. Juli | Russ Mayberry                                   | schottisch-US-amerikanischer Fernsehregisseur                                        | 86    |               |
| 27. Juli | Karl-Friedrich Morlok                           | deutscher Chirurg                                                                    | 68    |               |
| 27. Juli | Ottavio Oro                                     | italienischer Oberstleutnant der Militärpolizei und Kriminalbeamter der DIA          | 41    |               |
| 27. Juli | Emmanuel Otteh                                  | nigerianischer Bischof                                                               | 85    | [ 24 ]        |
| 27. Juli | Madis Õunapuu                                   | estnischer Sumōtori                                                                  | 43    |               |
| 27. Juli | Hans Svedberg                                   | schwedischer Eishockeyspieler                                                        | 80    |               |
| 27. Juli | Jack Taylor                                     | britischer Fußballschiedsrichter                                                     | 82    |               |
| 27. Juli | Jan Trąbka                                      | polnischer Akademiker                                                                | 81    |               |
| 27. Juli | Cesare Viazzi                                   | italienischer Journalist und Schriftsteller                                          | 83    |               |
| 27. Juli | Friedrich Voss                                  | deutscher Politiker                                                                  | 81    |               |
| 27. Juli | Carl-Ludwig Wagner                              | deutscher Politiker                                                                  | 82    |               |
| 28. Juli | Vartan Achkarian                                | libanesischer Bischof                                                                | 76    | [ 25 ]        |
| 28. Juli | Norbert Borgolte                                | deutscher Jurist und ehemaliger Vorsitzender des 12. Senats des Bundessozialgerichts | 83    |               |
| 28. Juli | Broc Cresta                                     | US-amerikanischer Rodeo-Reiter                                                       | 25    |               |
| 28. Juli | Adam Cullen                                     | australischer Maler                                                                  | 46    |               |
| 28. Juli | Amos Degani                                     | israelischer Politiker                                                               | 86    |               |
| 28. Juli | Suzanne Giese                                   | dänische Schriftstellerin und Feministin                                             | 66    |               |
| 28. Juli | Colin Horsley                                   | neuseeländisch-britischer Konzertpianist und Musikdozent                             | 92    |               |
| 28. Juli | Minoru Kawashima                                | japanischer Politiker                                                                | 76    | [ 26 ]        |
| 28. Juli | Carol Kendall                                   | US-amerikanische Schriftstellerin                                                    | 94    |               |
| 28. Juli | Johanna Kocken                                  | deutsche Galeristin                                                                  | 96    |               |
| 28. Juli | Slavko Komar                                    | jugoslawischer Partisan, Politiker und Autor                                         | 94    |               |
| 28. Juli | Mihail Lupoi                                    | rumänischer Militäroffizier und Politiker                                            | 59    |               |
| 28. Juli | Sepp Mayerl                                     | österreichischer Bergsteiger                                                         | 75    |               |
| 28. Juli | William F. Milliken                             | US-amerikanischer Raumfahrtingenieur                                                 | 101   |               |
| 28. Juli | Jōji Nishijima                                  | japanischer Wirtschaftswissenschaftler                                               | 63    | [ 27 ]        |
| 28. Juli | Tadahisa Nishio                                 | japanischer Autor                                                                    | 82    |               |
| 28. Juli | Heribert Smolinsky                              | deutscher Kirchenhistoriker                                                          | 71    | [ 28 ]        |
| 28. Juli | Günter Stampf                                   | österreichischer TV- und Filmproduzent                                               | 43    |               |
| 28. Juli | David Thomas                                    | britischer Cricketspieler                                                            | 53    |               |
| 28. Juli | Julien Van Oostende                             | belgischerRadrennfahrer                                                              | 80    |               |
| 28. Juli | Ingeborg Westphal                               | deutsche Schauspielerin                                                              | 61?   |               |
| 29. Juli | Franz Brandl                                    | österreichischer Künstler                                                            | 83    |               |
| 29. Juli | Vempati Chinna Satyam                           | indischer Tänzer                                                                     | 82    |               |
| 29. Juli | Osvaldo Fattoruso                               | uruguayischer Musiker                                                                | 64    |               |
| 29. Juli | John Finnegan                                   | US-amerikanischer Schauspieler                                                       | 85    |               |
| 29. Juli | Dieter Groh                                     | deutscher Historiker                                                                 | 80    | (PDF; 252 kB) |
| 29. Juli | Wilhelm Horkel                                  | deutscher evangelischer Pfarrer, Schriftsteller sowie Dichter                        | 102   |               |
| 29. Juli | Tatjana Jegorowa                                | russische Fußballspielerin und -trainerin                                            | 42    | [ 30 ]        |
| 29. Juli | Frederick Koch                                  | US-amerikanischer Physiker                                                           | 75    |               |
| 29. Juli | August Kowalczyk                                | polnischer Schauspieler                                                              | 90    |               |
| 29. Juli | Chris Marker                                    | französischer Fotograf, Regisseur und Schriftsteller                                 | 91    |               |
| 29. Juli | James Mellaart                                  | britischer Archäologe                                                                | 86    |               |
| 29. Juli | Hans-Gerd Sonnenburg                            | deutscher Filmschauspieler                                                           | 69    |               |
| 29. Juli | Heinz A. Staab                                  | deutscher Chemiker                                                                   | 86    |               |
| 29. Juli | John Stampe                                     | dänischer Fußballspieler                                                             | 55    |               |
| 29. Juli | Annikki Suni                                    | finnische Übersetzerin                                                               | 70    |               |
| 29. Juli | André Weckmann                                  | elsässischer Dichter                                                                 | 87    |               |
| 30. Juli | Maeve Binchy                                    | irische Schriftstellerin                                                             | 73    |               |
| 30. Juli | George F. Cahill Jr.                            | US-amerikanischer Arzt und Forscher                                                  | 85    |               |
| 30. Juli | Ilie Copil                                      | rumänischer Fußballspieler und -trainer                                              | 83    |               |
| 30. Juli | Bill Doss                                       | US-amerikanischer Sänger                                                             | 43    |               |
| 30. Juli | Christopher Evans                               | britischer Theologe                                                                  | 102   |               |
| 30. Juli | Les Green                                       | britischer Fußballspieler                                                            | 70    |               |
| 30. Juli | Jonathan Hardy                                  | neuseeländischer Schauspieler                                                        | 71    |               |
| 30. Juli | Ulrike Hessler                                  | deutsche Opernintendantin                                                            | 57    |               |
| 30. Juli | Bill Kitchen                                    | kanadischer Eishockeyspieler                                                         | 51    |               |
| 30. Juli | Tadeusz Kowalik                                 | polnischer Ökonom                                                                    | 85    |               |
| 30. Juli | O. J. Murdock                                   | US-amerikanischer American-Football-Spieler                                          | 25    |               |
| 30. Juli | Mary Louise Rasmuson                            | US-amerikanische Philanthropin                                                       | 101   |               |
| 30. Juli | Anna Sucheni-Grabowska                          | polnische Historikerin                                                               | 91    |               |
| 30. Juli | Héctor Tizón                                    | argentinischer Schriftsteller und Richter                                            | 82    |               |
| 31. Juli | César Amaro                                     | uruguayischer Musiker                                                                | 63    |               |
| 31. Juli | Giuseppe Chiarante                              | italienischer Politiker                                                              | 83    |               |
| 31. Juli | Lucien Daloz                                    | französischer Erzbischof                                                             | 81    |               |
| 31. Juli | Urs Peter Haemmerli                             | Schweizer Mediziner                                                                  | 85    |               |
| 31. Juli | Iryna Kalynez                                   | ukrainische Schriftstellerin                                                         | 71    |               |
| 31. Juli | Osamu Kitamura                                  | japanischer Theaterschauspieler                                                      | 75    |               |
| 31. Juli | Rudolf Kreitlein                                | deutscher Fußballschiedsrichter                                                      | 92    |               |
| 31. Juli | Abdi Jeylani Malaq Marshale                     | somalischer Journalist und Filmproduzent                                             | 43?   |               |
| 31. Juli | Dennis P. McAuliffe                             | US-amerikanischer Armeeoffizier                                                      | 90    |               |
| 31. Juli | Mutsuko Miki                                    | japanischer Aktivist                                                                 | 95    |               |
| 31. Juli | Frits Jan Willem den Ouden                      | niederländischer Luftwaffenpilot                                                     | 98    |               |
| 31. Juli | Jewgeni Pasternak                               | russischer Literaturhistoriker                                                       | 88    |               |
| 31. Juli | Lucio Quarantotto                               | italienischer Songwriter                                                             | 54    |               |
| 31. Juli | Eduardo Quesada                                 | argentinischer Sänger                                                                | 70    |               |
| 31. Juli | Alfredo Ramos                                   | brasilianischer Fußballspieler und -trainer                                          | 87    |               |
| 31. Juli | Ardalion Rastow                                 | russischer Ingenieur                                                                 | 86    |               |
| 31. Juli | Wolfgang Roggendorf                             | deutscher Pathologe                                                                  | 68    |               |
| 31. Juli | Sergei Rusakow                                  | russischer Vizeadmiral                                                               | 58    |               |
| 31. Juli | Silvia Seidel                                   | deutsche Schauspielerin                                                              | 42    |               |
| 31. Juli | Stefan Siczek                                   | polnischer Bischof                                                                   | 74    |               |
| 31. Juli | Tony Sly                                        | US-amerikanischer Sänger                                                             | 41    |               |
| 31. Juli | T. M. Stein                                     | deutscher Anglist                                                                    | 70    |               |
| 31. Juli | Jefrem Swerkow                                  | sowjetischer bzw. russischer Maler                                                   | 91    |               |
| 31. Juli | Elemér Vattay                                   | ungarischer Fotograf und Kunstsammler                                                | 81    |               |
| 31. Juli | Gore Vidal                                      | US-amerikanischer Schriftsteller                                                     | 86    |               |

### Ohne Internetquelle
| Tag      | Name                  | Beruf, bekannt als                                                                                   | Alter | Beleg |
| -------- | --------------------- | --- | ----- | ----- |
| 2. Juli  | Friedrich Hammer      | deutscher Fußballspieler                                                                             | 90    |       |
| 2. Juli  | Dino Partesano        | italienischer Filmregisseur und Dokumentarfilmer                                                     | 87    |       |
| 3. Juli  | Necdet Çoruh          | türkischer Fußballspieler und -trainer                                                               |       |       |
| 4. Juli  | Adrienne Horvath      | französische Politikerin                                                                             | 87    |       |
| 4. Juli  | Larance Marable       | US-amerikanischer Jazz-Schlagzeuger                                                                  | 83    |       |
| 5. Juli  | Manuchehr Jamali      | iranischer Philosoph und Schriftsteller                                                              | 83    |       |
| 5. Juli  | Upadit Pachariyangkun | thailändischer Politiker und Diplomat                                                                | 91    |       |
| 6. Juli  | Otto Fink             | deutscher Fußballspieler                                                                             | 81    |       |
| 6. Juli  | Siegfried Stöckigt    | deutscher Pianist und Hochschullehrer                                                                | 82    |       |
| 10. Juli | Ernst-Günther Skiba   | deutscher Sozialwissenschaftler und Psychotherapeut                                                  | 85    |       |
| 13. Juli | Günter Graetsch       | deutscher Fußballspieler                                                                             | 75    |       |
| 20. Juli | Volker Deutsch        | deutscher Jurist und Richter                                                                         | 82    |       |
| 25. Juli | Karl-Hans Arndt       | deutscher Mediziner                                                                                  | 76    |       |
| 25. Juli | Willi Scheidhauer     | deutscher Motorradrennfahrer                                                                         | 87    |       |
| 26. Juli | Georg Eckelt          | deutscher Grafiker und Fotograf                                                                      | 80    |       |
| 26. Juli | Heinz Limmeroth       | deutscher Fußballspieler und -trainer                                                                | 87    |       |
| 29. Juli | György Hidas          | ungarischer Psychoanalytiker, Psychiater, Fachautor und Mitbegründer der Mutter-Kind-Bindungsanalyse | 87    |       |
| 30. Juli | Hellmut Handl         | österreichischer Chirurg und Künstler                                                                | 92    |       |